# هیتکوت (نیو ساوت ولز)
هیتکوت (به انگلیسی: Heathcote) یک حومه شهر در استرالیا است که در نیو ساوت ولز واقع شده‌است.